# Championnat de Lituanie de football 2000
Navigation
Saison précédente Saison suivante
La saison 2000 du Championnat de Lituanie de football était la 11e édition de la première division lituanienne. Les 10 meilleurs clubs du pays sont regroupés en une poule unique où chaque équipe rencontre quatre fois ses adversaires, deux fois à domicile et deux fois à l'extérieur.
Le FBK Kaunas, champion en titre, termine en tête du championnat cette saison. C'est le 2e titre de champion de Lituanie de son histoire.
L'intersaison 2000-2001 a connu de gros bouleversements avec la mise en place d'une nouvelle règle concernant les équipes réserves, qui ne sont plus autorisées à participer à la première division. Par conséquent, les clubs du FK Kareda Kaunas (réserve du FBK Kaunas depuis leur déménagement en 2000) et le FK Polonija Vilnius (réserve du FK Zalgiris Vilnius) sont rétrogradées en II-Lyga et permettent au FK Siauliai et au Gelezinis Vilkas Vilnius d'être promues parmi l'élite la saison prochaine.

## Les 10 clubs participants
| - FK Zalgiris Vilnius - FK Ekranas Panevezys - FBK Kaunas - Banga Gargzdai - Atletas-Inkaras Kaunas | - Atlantas Klaipeda - Nevezis Kedainiai - FK Polonija Vilnius - Dainava Alytus - FK Kareda Kaunas |

## Compétition
Le barème de points servant à établir le classement se décompose ainsi :
- Victoire : 3 points
- Match nul : 1 point
- Défaite : 0 point

### Classement
| Rang | Équipe                 | Pts | J  | G  | N  | P  | Bp  | Bc | Diff |
| ---- | ---------------------- | --- | -- | -- | -- | -- | --- | -- | ---- |
| 1.   | FBK Kaunas             | 86  | 36 | 26 | 8  | 2  | 115 | 24 | +91  |
| 2.   | FK Žalgiris Vilnius    | 83  | 36 | 25 | 8  | 3  | 108 | 28 | +80  |
| 3.   | FK Atlantas Klaipėda   | 67  | 36 | 21 | 4  | 11 | 70  | 45 | +25  |
| 4.   | Ekranas Panevezys (C)  | 62  | 36 | 18 | 8  | 10 | 57  | 31 | +26  |
| 5.   | FK Kareda Kaunas       | 60  | 36 | 17 | 9  | 10 | 56  | 49 | +7   |
| 6.   | FK Nevėžis Kėdainiai   | 47  | 36 | 11 | 14 | 11 | 31  | 44 | -13  |
| 7.   | FK Dainava Alytus      | 33  | 36 | 8  | 9  | 19 | 34  | 66 | -32  |
| 8.   | FK Polonija Vilnius    | 25  | 36 | 6  | 7  | 23 | 27  | 82 | -55  |
| 9.   | Atletas-Inkaras Kaunas | 21  | 36 | 5  | 6  | 25 | 28  | 95 | -67  |
| 10.  | Banga Gargždai         | 16  | 36 | 3  | 7  | 26 | 19  | 81 | -62  |

|  | Qualifié pour la Ligue des champions 2001-2002   |
|  | Qualifié pour la Coupe UEFA 2001-2002            |
|  | Qualifié pour la Coupe Intertoto 2001            |
|  | Participation au barrage de promotion-relégation |
|  | Relégation en deuxième division                  |

### Matchs

#### Barrage de promotion-relégation
Les 8e et 9e de première division jouent leur place en élite face aux 2e et 3e de deuxième division lors de matchs disputés en aller et retour. 
| Équipe 1         | Résultat | Équipe 2                    | Aller | Retour |
| ---------------- | -------- | --------------------------- | ----- | ------ |
| FK Siluté (D2)   | 1 - 3    | Atletas-Inkaras Kaunas (D1) | 0 - 1 | 1 - 2  |
| FK Siauliai (D2) | 3 - 4    | FK Polonija Vilnius (D1)    | 3 - 3 | 0 - 1  |

- Atletas-Inkaras Kaunas et FK Polonija Vilnius conservent leur place parmi l'élite, mais le Polonija Vilnius est rétrogradé en II Lyga à la suite de la réglementation mise en place par la Fédération concernant les équipes réserves (cf. présentation de la saison).

## Bilan de la saison
| Tableau d'Honneur                   |                      |
| Compétition                         | Vainqueur            |
| Championnat de Lituanie de football | FBK Kaunas           |
| Coupe de Lituanie de football       | FK Ekranas Panevezys |

| Qualifications européennes    |                                          |
| Ligue des champions 2001-2002 | Qualifié                                 |
| 1er tour                      | FBK Kaunas                               |
| Coupe UEFA 2001-2002          | Qualifiés                                |
| 1er tour                      | FK Zalgiris Vilnius FK Atlantas Klaipeda |
| Coupe Intertoto 2001          | Qualifié                                 |
| 1er tour                      | FK Ekranas Panevezys                     |

| Promotion et relégation |                                                        |
| Relégués en II Lyga     | Banga Gargzdai FK Kareda Kaunas FK Polonija Vilnius    |
| Promus en A Lyga        | FK Vetra Rudiskes FK Siauliai Gelezinis Vilkas Vilnius |